# Élections générales néo-brunswickoises de 1882
 (mars 2025).
Si vous disposez d'ouvrages ou d'articles de référence ou si vous connaissez des sites web de qualité traitant du thème abordé ici, merci de compléter l'article en donnant les références utiles à sa vérifiabilité et en les liant à la section « Notes et références ».
L'élection générale néo-brunswickoise de 1882, aussi appelée la 25e élection générale, eut lieu en juin 1882 afin d'élire les membres de la 25e législature de l'Assemblée législative du Nouveau-Brunswick, au Canada. L'élection s'est déroulé avant la création des partis politiques.
Sur les 41 députés, 22 soutinrent le gouvernement, 18 formèrent l'Opposition officielle et le dernier resta neutre.